# Odontodiplosis muirshikha
Odontodiplosis muirshikha är en tvåvingeart som beskrevs av Grover och Madhu Bakhshi 1978. Odontodiplosis muirshikha ingår i släktet Odontodiplosis och familjen gallmyggor. Inga underarter finns listade i Catalogue of Life.